# Дао де цзін

Дао де цзін (道德經)

Да́о де цзін (кит. трад. 道德經, спр. 道德经, піньїнь: Dào Dé Jīng, прослухатиⓘ) — один з найвідоміших класичних філософських творів Китаю, приписаний Лао-цзи (VI — V століття до н. е.). Є важливим джерелом традиції даосизму. Рукопис містить 5000 ієрогліфів, складається з 81 вірша.

## Назва
Існує багато перекладів назви з китайської. Головні:
- «Канон Шляху і Спроможності»

- «Канон шляху і благодаті»
- «Книга про шлях та силу»

Зустрічається також назва за ім'ям гіпотетичного автора «Лао-цзи».

## Походження
«Книга про дао і де» («Даодецзін», «道德経») — книга про Шлях (道) і про людські здібності (徳), яка разом зі збіркою «Луньюй» («論語»), складеною учнями Конфуція, належить до найшанованіших творінь китайської світоглядної традиції.
Сучасні китайські та. західні дослідники «Дао де цзін» розходяться в думках щодо часу її створення та щодо постаті самого Лао-цзи　(«Старий майстер» 老子) — людини, якій традиція приписує авторство цієї книги, основоположника даоського філософського вчення.　Авторство Лао-цзи є гіпотетичним, тому що ми достеменно не знаємо реального імені та біографії цієї людини і навіть чи була вона насправді автором цього тексту, а якщо була, то якою мірою. Видатний китайський історик Сима Цянь (приблизно 145–86 рр. до н. е.), у своїх славетних «Історичних записах» наводить три версії того, хто міг бути історичним прототипом Лао-цзи. Перше припущення: це був архіваріус у царстві Чжоу з родини Лі, на ім'я Ер (друге ім'я Дань). Сима Цянь пише, що цей Лі Ер або Лі Дань начебто зустрічався з іншим великим мислителем стародавнього Китаю Кун-цзи, який більш відомий нам за його латинизованим іменем Конфуцій (551—479 рр. до н. е.) і чия історичність ніяких сумнівів не викликає. Кун-цзи зображується як шанобливий учень, який приходить за консультацією до «Старого майстра» щодо деяких ритуалів царського роду Чжоу. Зустріч цих двох любомудрів описується й у другому за значенням у даоській традиції тексті «Чжуан-цзи», який вважається написаним послідовником Лао-цзи. Проте думки сучасних учених з приводу реальності цієї зустрічі розходяться, багато хто вважає її вигадкою.
У другій версії, яку наводить Сима Цянь, ідеться про якогось Лао Лайцзи, який жив за тих часів у тому ж царстві Чжоу і написав «книгу у 15 частинах, де йшлося про те, як використовувати вчення даосів». У третьому варіанті сказано, що за псевдонімом Лао-цзи ховався головний хроніст царів Чжоу на ім'я Дань, який через 129 років після смерті Кун-цзи, тобто у 350 р. до н. е., зустрічався з володарем царства Цінь. Сима Цянь, підбиваючи підсумки, зазначав, що «у світі невідомо, чи так це, чи не так». Однак, схоже, він не має сумніву, що Лао-цзи справді існував, хоча й «ховав себе від світу» (Сима Цянь. Історичні записи. Сувій 63). Оскільки від часів Сима Цянь й до сьогодення жодних нових археографічних чи археологічних матеріалів знайдено не було, то ця проблема так і залишається нерозв'язаною, хоча більшість фахівців схиляється до прийняття першої версії, згідно з якою Лао-цзи жив приблизно тоді ж, коли й Кун-цзи, тобто наприкінці так званої епохи «Весен та осеней» (Чуньцю, 722—476 рр.), особливості якої значною мірою вплинули на вибір кола проблем, які турбували давньокитайських любомудрів.
За традиційною версією, яку наводить Сима Цянь, появу цього тексту спричинило невдоволення Лао-цзи станом справ у рідному царстві. У певний момент воно досягло такого рівня, що він вирішує покинути батьківщину й піти світ за очі. Коли він уже збирався остаточно залишити кордони царства Чжоу, начальник прикордонної застави на ім'я Сі попросив мудреця залишити хоча б опис свого вчення, що той і зробив, написавши «книгу у двух частинах, у якій ішлося про суть дао та де в понад п'яти тисячах знаках». Після того Лао-цзи пішов собі, і «чим то скінчилося, невідомо», підбиває підсумок Сима Цянь. Майже всі сучасні науковці відкидають цю історію як легенду й наголошують на тому, що процес остаточного формування «Дао де цзін» тривав, можливо, кілька століть. Цілком імовірно, що в його основу таки було покладено записи висловлювань якогось мудреця на прізвисько Лао-цзи, записані ним власноруч або, ймовірніше, як це часто бувало в історії, його учнями. Потім ці тексти редагувалися, коментувалися та доповнювалися, адже надзвичайна фрагментарність цих висловлювань давала змогу це легко робити. Та версія тексту, яка була нам відома до 70-х років XX століття та вважалася канонічною (науковці називають її «переданим» текстом), дійшла до нас у доволі пізніх коментованих редакціях. Давнішою вважається та, що належить пензлю відомого відлюдника, який ховався під псевдонімом Хешан-гун («Пан, що живе на річці») (можливо 1–2 ст. н. е.), інша — видатному філософу Ван Бі (226—249), чия нагла смерть у молодому віці завадила розкритися його талантові вповні. Саме його версія «Дао де цзін» і коментар до неї мав більший авторитет, адже це була праця вченого, а не доволі вільна інтерпретація відлюдника-даоса Хешан-гуна.
У «переданому» варіанті текст «Дао де цзін» складається з двох книг — першим іде «Канон дао-Шляху», а другим — «Канон де-Спроможності», які своєю чергою складаються з 37 та 44 окремих фрагментів відповідно. Деякі фрагменти мають чітку внутрішню структуру й логіку, в інших вона не є настільки ясною. Їхній порядок розташування в тексті є також довільним — це набір окремих висловлювань і тез, які упорядник розміщав за не завжди легко зрозумілою логікою.
Уже перші критичні дослідники тексту висловлювали припущення про його не авторський, а компілятивний характер. Зокрема британський учений Герберт Джайлз (1845—1935) у своїй «Історії китайської літератури» наголошував, що наявна версія «Дао де цзін» є своєрідною мішанкою невеликої кількості оригінальних висловлювань Лао-цзи зі значними включеннями фрагментів, «сенс із яких здатні вичавити лише завзяті ентузіасти, які, що вельми прикметно, абсолютно не погоджуються один з одним» (Giles, Herbert. A History of Chinese Literature. London: William Heinemann, 1901. P. 58). Ще раніше у статті від 1886 р. Джайлз узагалі назвав «Дао де цзін» підробкою, створеною на початку вже нашої ери (Giles, Herbert. Thе Remains of Lao Tzu. Hong Kong: China Mail, 1886).
Звісно, твердження про «підробку» було явним перебільшенням, що вельми переконливо довела археологічна знахідка в 1973 р. двох записаних на шовку текстів «Дао де цзін», які було знайдено в похованні 167 р. до н.е (за місцем знахідки вони називаються «мавандуйськими текстами А та В», перший із них було записано приблизно між 206 та 195 рр. до н. е., а другий — у 194—180 рр. до н. е.). Текст і послідовність фрагментів майже точно збігаються із «переданою» версію «Дао де цзін» за винятком того, що матеріал «Канону де» передує «Канону дао», а також немає чіткого поділу на окремі фрагменти. Ця знахідка однозначно засвідчила, що процес формування остаточної версії «Дао де цзін» було завершено щонайпізніше у 2 ст. до н. е.
У 1993 р., точно через двадцять років після першої знахідки, було знайдено ще давніший текст «Дао де цзін», записаний на стрічках із бамбука у трьох в'язках (за місцем знахідки їх називають «годянськими текстами»). Вони датуються приблизно серединою 3 ст. до н. е. На відміну від мавандуйських сувоїв, годянські містили текст лише 31 фрагменту «переданого» тексту, при чому ідентичними з мавандуйськими були лише 16 фрагментів. Крім того, хоча годянські тексти частково вже було поділено на фрагменти, всі вони були розташовані зовсім в іншій послідовностіі ніж і мавандуйська, і «передана» версії.
Треба також зазначити, що назва «Дао де цзін» у знайдених текстах також ніде не зустрічається. Текст отримав цю назву пізніше, можливо, під час його остаточного форматування з трьох різних списків (нам невідомо, яких саме), здійсненого, найімовірніше, у I ст. до н. е. придворним ученим-бібліографом Лю Сінь (劉歆, 50-23 до н. е.). Він поділив текст на 81 фрагмент і розташував «Канон дао» перед «Каноном де».
Значення та зміст тексту можна вповні зрозуміти й оцінити лише в його культурно-історичному контексті. Тож насамперед маємо зазначити, що даосизм, як і інші головні школи традиційної китайської думки, починає складатися в період першої найбільшої кризи китайської цивілізації під час занепаду третьої китайської династії Чжоу у VIII ст. до н. е..Тож не дивно, що за тих часів головною проблемою, яку намагалися розв'язати китайські любомудри, було подолання кризи та відновлення єдності держави. Інакше кажучи, їх цікавила насамперед соціально-політична проблематика, що визначало не лише теми їхніх творів, а й адресну аудиторію — правлячу еліту, яку вони навчали мистецтва зробити державу сильною, а правління — ефективним.
З метою подолання кризи Лао-цзи закликав до радикального спрощення життя та звичаїв, повернення людей до природного стану. Тому найважливішим для Лао-цзи та його послідовників можна вважати поняття «самотаковості», «власної природи» (自然), тобто стану, притаманного кожній сутності окремо, в якому вона може вільно існувати та змінюватися відповідно до своєї природи, не перетворюючись на чиєсь знаряддя чи матеріал. Її єдиний обовязок — «йти за Шляхом».
Концепт «Шляху (дао 道)» набуває у Лао-цзи метафізичного значення і використовується для позначення чогось на зразок метафізичного абсолюту, який існував ще до появи феноменального світу, але був відсутнім, непроявленим — «тим, чого ще немає» (無), але який у певний момент проявляється — «стає тим, що є» (有). Шлях як метафізичний абсолют існує завжди, незалежно від того, чи є він актуально проявленим, чи ні. Лао-цзи визнає, що він не може пояснити природу Шляху, який одночасно перебуває й усередині всіх речей (є іманентним) й поза їхніми межами (є трансцендентним).
Головним завданням для людини проголошується спроможність йти за Шляхом, і ця спроможність позначається терміном «де» (徳). Така людина називається «мудрою». Щоб повністю реалізувати цю спроможність, людина має не тільки відмовитися від надмірного багатства й зайвих речей, але й потребує також і внутрішньої роботи над собою: «мудра людина» має навчитися «хотіти не хотіти», тобто позбутися будь-яких егоїстичних прагнень, або, щонайменше, вміти обмежувати свої бажання, твердо знати, скільки достатньо (知足) і де зупинитися (知止). Як наслідок, усі її дії мають бути немотивованими власними бажаннями й не обмежувати буття інших істот, що живуть відповідно до власної природи.
Усі ці сенси входять в іще один важливий концепт — увей (無為), який часто переводять як «не-дія», але точніше його можна перекладати як «не-втручання», відсутність мотивованого власною вигодою чи метою втручання у природний перебіг подій. У фрагменті № 48 чітко вказується, що послідовник Шляху «не втручається, але не бездіяльний» (無為而無不為). Водночас «мудра людина» має позбутися й засмічення свого розуму всілякими вигаданими людьми «науками» («навчитися не навчатися»).
Тому Лао-цзи негативно ставиться до будь-якого отриманого через ці «науки» «знання» (智), протиставляючи йому «просвітленість»(明) — тобто безпосереднє інтуїтивне відчуття Шляху.

## Переклади українською
- «ДАО ДЕ ЦЗІН. Канон шляху і спроможності». Переклад з давньокитайської, коментарі і післямова Андрія Накорчевського. Київ: ArtHuss, 2021. 200 ст. ISBN 978-617-7799-72-5 (в цьому виданні наводиться також оригінальний текст «Дао де цзін» давньокитайською мовою).
- Лао-Цзи (Лі Ер). Да де цзін; «Українське Дао — Вчення про істину та благодать». Переклад з китайської: Володимир Дідик. Львів: Видання Академічний Експрес, 2013, 48 стор. ISBN 978-9-667094-71-3
- Лао-Цзи. «Книга про дао і де» («Даодецзін»). Переклад з китайської: Ж.Ліньов та Ян Хін-шун. Київ: журнал: Всесвіт, 1998. № 10(837). стор. 118—133.
  - (нова редакція перекладу) Лао-Цзи. «Книга про дао і де» («Даодецзін»). Переклад з китайської: Ж.Ліньов та Ян Хін-шун за редакцією Я. В. Шекери // Хрестоматія китайської літератури (від найдавніших часів до ІІІ ст. н. е.). Упорядник: Н. В. Коломієць. Київ: ВПЦ «Київський університет», 2008. 256 стор.
- Лао-Цзи (Лі Ер). Дао-де-цзин. Переклад з російської: Сергій Косянчук за редакцією Володимира Антонова //Володимир Антонов. Класика духовної філософії та сучасність. Lakefield: «New Atlanteans», 2009. ISBN 978-1-897510-54-4
- https://archive.org/details/20190707_20190707_0849 Діма Монський, 2019, ТОВ «Франко Пак»